# Петър Пенчев (географ)
Вижте пояснителната страница за други личности с името Петър Пенчев.
Петър Пенчев е български географ-хидролог и университетски преподавател, професор в Софийския университет.

## Биография
Роден е през 1915 г. в Хрищени, област Стара Загора. През 1939 г. завършва Софийския университет, след което специализира във Виена. От 1944 г. е асистент, от 1954 – доцент, а от 1965 г. – професор в Софийския университет. От 1972 до 1980 г. е ръководител на катедра Климатология и хидрология в Геолого-географския факултет. Редактор е на списание „География“. Почива през 1998 г.

## Научна дейност
Работи по генетичната структура на речния отток в България. Извършва регионални разработки върху подпочвените води в Казанлъшката котловина. Занимава се с хидрологията на реките Струма и Осъм. Изследва формирането на дунавските води, многогодишните колебания на речния отток, карстовата хидрология, хидроложкото картиране. Работи по проблемите на хидроложкото райониране на България.
Сред по-важните научни трудове на Петър Пенчев са:
- „Почвените води на наносните конуси в западната част на Казанлъшката котловина и тяхната физикогеографска обусловеност“ (1953)
- „По въпроса за хидроложкото райониране на България“ (1959)
- „Няколко принципни съображения за хидроложко райониране на България“ (1975)
- „Обща хидрология“ (1960, 1963, 1972, 1975, 1986)
- „Методи на хидрографските изследвания“ (1987)
- Участва в написването на „География на България“, т. 1 – Физическа география (1982)